# Gabriel de Borbón

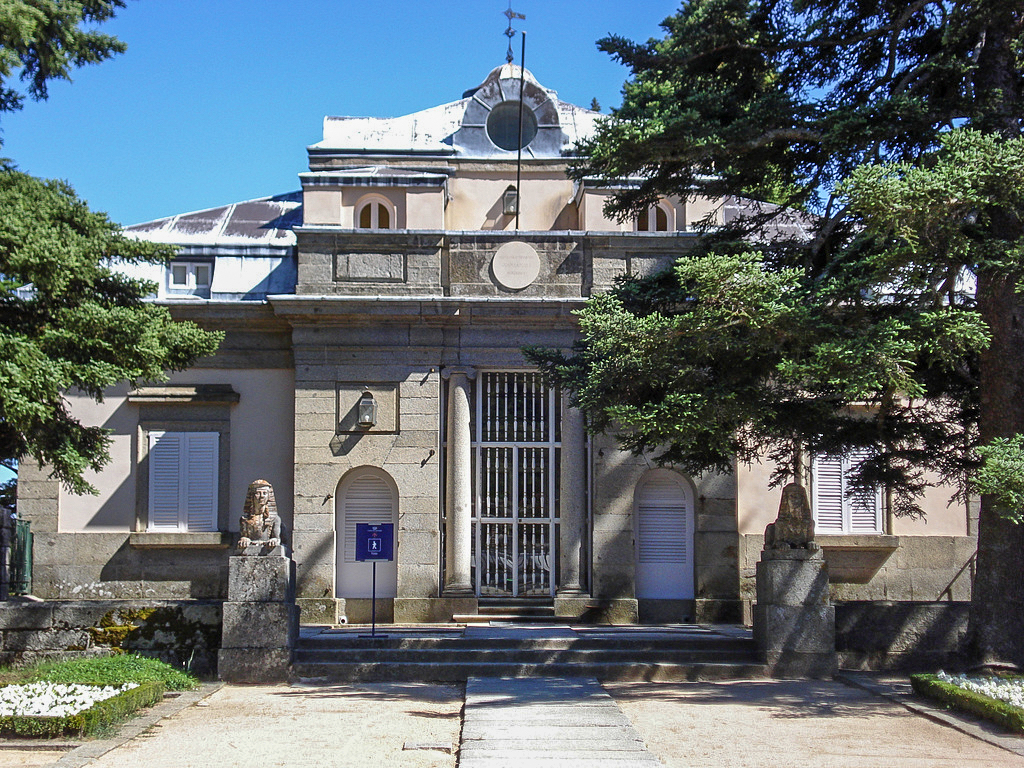
Casita del Infante współcześnie

Gabriel Antonio Francisco Javier Juan Nepomuceno José Serafin Pascual Salvador de Borbón y Sajonia (ur. 12 maja 1752 w Portici, zm. 23 listopada 1788) – infant hiszpański.
Urodził się jako czwarty syn (dziesiąte dziecko) Karola III, króla Hiszpanii, Neapolu i Sycylii, i jego żony Marii Amalii, księżniczki Polski i Saksonii. Dzieciństwo spędził na dworze ojca w Neapolu. Kiedy miał 7 lat, jego wuj – król Ferdynand VI zmarł bezdzietnie, a jego ojciec został królem Hiszpanii. Gabriel razem z rodziną przeniósł się do Madrytu, ale w Neapolu zostali dwaj jego starsi bracia; infant Filip, książę Kalabrii (który został wykluczony z sukcesji hiszpańskiej, ponieważ był opóźniony umysłowo) i Ferdynand I, nowy król Neapolu i Sycylii. Najstarszym bratem Gabriela i następcą tronu Hiszpanii był infant Karol. Zanim w 1711 Karol i jego żona Maria Ludwika Parmeńska doczekali się potomstwa, Gabriel był trzeci w linii sukcesji tronu Hiszpanii (po Karolu i Ferdynandzie I).    
Gabriel był najinteligentniejszy i najbardziej pracowity ze swoich braci. Antonio Soler uczył go muzyki i uważał za uzdolnionego ucznia. Gabriel był mecenasem sztuki. W 1771 rozkazał architektowi Juanowi de Villanueva wybudować tzw. Casita del Infante. Był również Wielkim Przeorem Zakonu Szpitalników św. Jana w Kastylii i Leónie.
12 kwietnia w Lizbonie, a następnie 23 maja 1785 w Aranjuez poślubił Marię Annę, infantkę  portugalską, córkę królowej Marii I i Piotra III. Para miała troje dzieci, ale tylko najstarszy syn przeżył wiek dziecięcy i otrzymał tytuł infanta Portugalii:
- Infanta Pedro Carlosa Antonio Rafaela Jose Javiera Francisco Juana Nepomuceno Tomasa de Villanueva Marcosa Marcelino Vicente Ferrera Raymundo Hiszpańskiego (1786–1812), męża Teresy Portugalskiej, księżniczki Beira
- Infantkę Marię Carlotę Josefę Joaquinę Anę Rafaelę Antonietę Franciscę de Asis Agustinę Madalenę Franciscę de Paula Clotilde Lutgardę Te Hiszpańską (4 listopada – 11 listopada 1787)
- Infanta Carlosa José Antonio Hiszpańskiego (28 października – 9 listopada 1788).

Kiedy urodził się Karol Józef, Gabriel z żoną rezydowali w Casita del Infante w Eskurialu. Tam Gabriel zaraził się ospą i zaraził swoją żonę, która zmarła 2 listopada w wieku 19 lat oraz syna, który zmarł tydzień po matce. Gabriel zmarł w wieku 36 lat. Cała trójka została pochowana w Eskurialu. Śmierć Gabriela przysporzyła jego ojcu wiele smutku, który zmarł miesiąc później w pałacu królewskim w Madycie 14 grudnia w wieku 72 lat. Najstarszy syn Gabriela i Marii Anny zamieszkał na dworze babki – królowej Marii I w pałacu królewskim w Queluz. 